# Шлегель, Михал
Михал Шлегель (чеш. Michal Schlegel; род. 31 мая 1995, в Усти-над-Орлици, Пардубицкий край,Чехия) — чешский профессиональный шоссейный велогонщик, выступающий за польскую профессиональную континентальную команду CCC Sprandi Polkowice.

## Статистика выступлений

### Гранд-туры
| Гонка           | 2017 |
| --------------- | ---- |
| Джиро д'Италия  | 45   |
| Тур де Франс    | —    |
| Вуэльта Испании | —    |

| —  | Не участвовал  |
| НФ | Не финишировал |